# Kanton Nentershausen
Der Kanton Nentershausen war eine Verwaltungseinheit im Distrikt Eschwege des Departements der Werra im napoleonischen Königreich Westphalen. Hauptort des Kantons und Sitz des Friedensgerichts für den Kanton war der Ort Nentershausen im heutigen hessischen Landkreis Hersfeld-Rotenburg. Der Kanton umfasste 16 Dörfer und 6 Weiler.
Zum Kanton gehörten die Ortschaften:

- Nentershausen
- Burg Tannenberg
- Süß
- Blankenbach
- Bosserode mit Libenz (Hof)
- Raßdorf
- Machtlos
- Solz mit Boxerode (Hof)
- Bauhaus mit Gunkelrode (Hof) und Bellers (Hof)
- Iba
- Friedrichshütte
- Ronshausen mit Faßdorf (Höfe)
- Hönebach
- Burg Wildeck
- Obersuhl mit Schildhof (Hof)
- Richelsdorf